# El Bayo
El Bayo es un pueblo de colonización pedanía del municipio de Ejea de los Caballeros, en la Comarca de Las Cinco Villas, en la Comunidad Autónoma de Aragón.

## Historia
Junto a otros pueblos colonos de Ejea de los Caballeros, esta localidad se inauguró el 8 de abril de 1959 y rápidamente comenzaron a llegar los primeros colonos, procedentes de Ejea, Biota, Carenas, Nuévalos, Farasdués, Gallur, Rivas, Uncastillo y Tiermas, entre otros.
El pueblo, tomó el nombre del poblado medieval que había existido en ese mismo lugar desde el año 1100 hasta 1380, cuando fue arrasado debido a los enfrentamientos entre Aragón y Navarra. En 1146, Ramiro II apodado el Monje, fundó un monasterio cisterciense, del cual, aún se mantienen sus ruinas con importantes restos románicos. Estos restos, junto a otras tres edificaciones del medievo y una necrópolis de la misma época, forman las ruinas bautizadas como Las Torres de El Bayo.
En su fundación, El Bayo contaba con un total de 165 viviendas y 114 colonos; donde Tiermas, fue uno de los pueblos que ayudó en gran parte a poblar esta localidad, ya que se trasladaron un total de 55 familias.
En la actualidad, este pueblo colono cuenta con 350 habitantes aproximadamente.

## Fiestas
El 20 de enero, se celebra la fiesta en honor a San Sebastián
El 10 de mayo, se celebran las fiestas en honor a San Isidro Labrador, junto a los demás pueblos colonos debido a su principal fuente de ingresos gracias a la agricultura.
Las fiestas mayores en honor a San Rafael, se celebran del 30 de julio al 3 de agosto, aunque estos días varían con el fin de conseguir que las fiestas se celebren de miércoles a domingo.

## Asociaciones
- Asociación Cultural "La Burbuja"
- Asociación Deportiva El Bayo (A.D. El Bayo)
- Hogar del pensionista "Los Cipreses"
- Asociación de Vecinos "Pigüelas"
- Asociación Juvenil "La Moncloa"
- Asociación Juvenil El Bayo
- Grupo Juvenil "La Burbuja"
- Grupo Juvenil 'La Tasca'
- Grupo Juvenil 'El Surko'
- Grupo Juvenil 'El Sofoque'
- Grupo Juvenil 'El Chilau'
- Grupo Juvenil 'El Gancho'
- Grupo Juvenil 'La Teka'